# 西日本鉄道千代自動車営業所

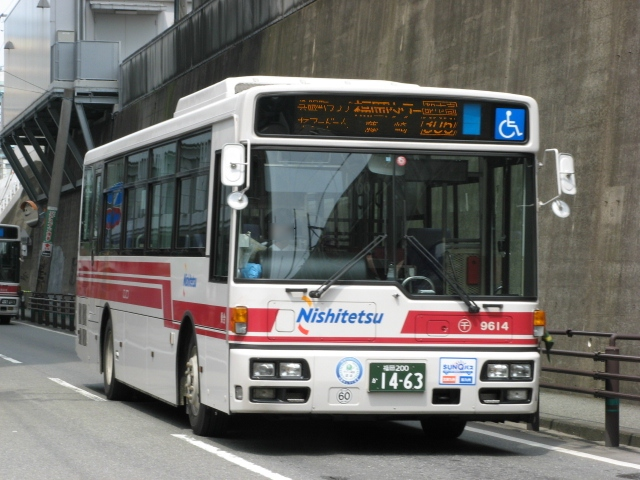
所属車両

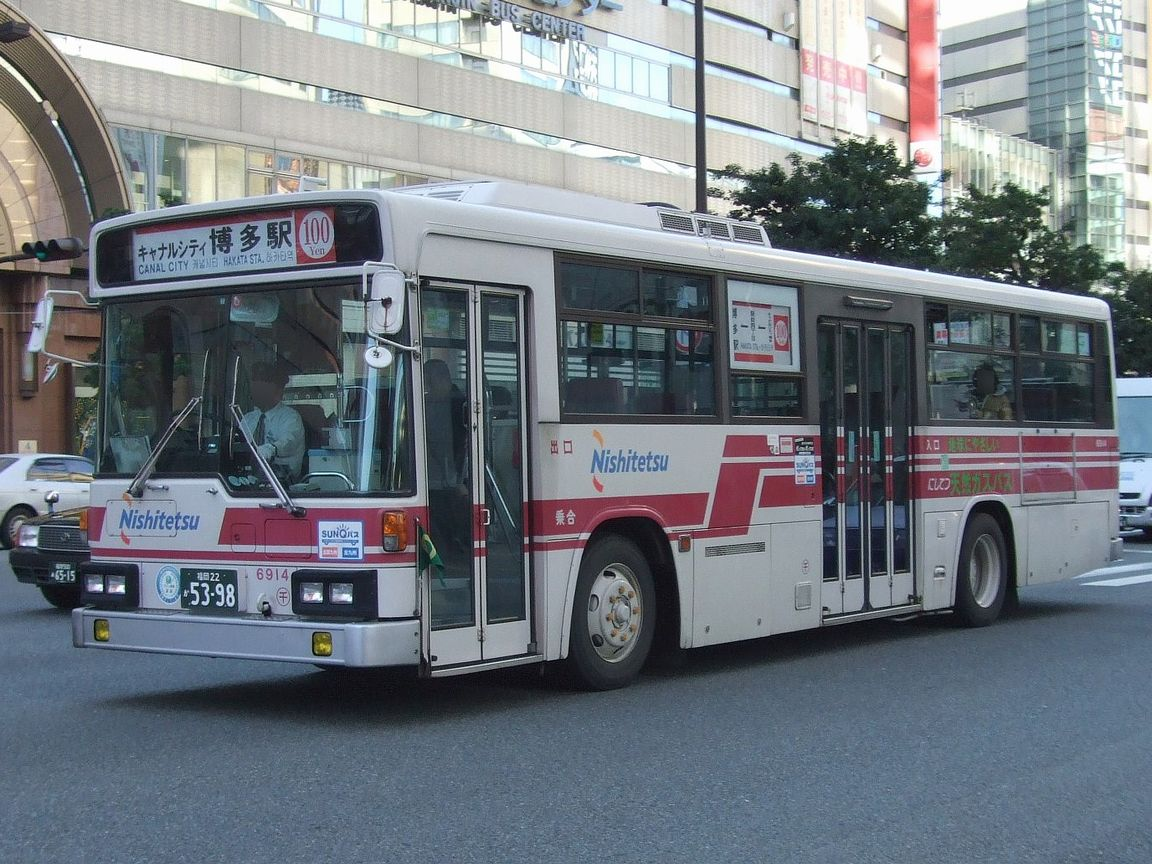
大型CNG車（2009年運用離脱）

千代自動車営業所（ちよじどうしゃえいぎょうしょ）は、かつて存在した西日本鉄道のバス営業所の一つ。
主に福岡都心部を走る路線を担当した。当営業所の特徴として、営業所始発及び営業所を経由する路線が1路線のみであり、ほとんどが営業所から博多駅まで回送され運用に入っていた。また、上記の理由により昼間はほとんど車両が出たままで車庫に余裕があるため、2000年3月より夜行高速バスの共同運行会社の車両が休憩していた。整備場を持たないため、整備は博多整備（博多営業所併設）で行われた。
2010年6月25日をもって営業を終了し、同年7月1日に博多自動車営業所へ統合された。ただし、路線はすべて博多営業所に移管されたわけではなく、空港連絡バスなど、他の事業所に移管された路線もある。
廃止後の施設はそのまま西鉄観光バス千代支社となっていたが平成27(2015)年7月31日の営業をもって終了し本社・福岡支社へ統廃合され福岡県福岡市中央区那の津3丁目8番15号へ新築移転された。
開設した当初、西新営業所貝塚営業区担当だった西鉄福岡市内線（路面電車）代替バス（5番、15番、25番、85番）の路線を引き継いでいた。

## 所在地
福岡県福岡市博多区千代五丁目2番5号
- 最寄バス停：千鳥橋（千代営業所前）

## 沿革
- 1981年（昭和56年）4月8日 - 開設。
- 2010年（平成22年）
  - 6月25日 - 営業終了。
  - 7月1日 - 博多自動車営業所へ統合・廃止。

宮地岳線（現・貝塚線）の新博多駅の跡地に建てられた営業所である。新博多駅は後に幾度か改名を経て、最終的に千鳥橋駅となったが、1979年2月11日に廃止となっている。

## 管轄路線
廃止時点。

### シーサイドタワー線
- ■□ 305（博多駅行きは那の津口から5番として運行）
  - 藤崎 - 福岡タワー南口TNC放送会館 - 医師会館前 - シーホークホテル - 国立医療センター - ヤフードーム前 - （西公園）都市高速（天神北） - 天神 - 渡辺通一丁目 - 博多駅

シーサイドももち地区の代表系統。本数も多い。実質44番の区間便だが、上りでシーホークに止まるという大きな特徴がある。ただし、ヤフードームでイベントがある時は周辺道路の混雑で大幅に遅延する。福岡タワー南口折返しが多い。壱岐、愛宕浜、百道浜、博多、雑餉隈営業所と共同運行である。
- ■□ 306
  - 藤崎 - 福岡タワー南口TNC放送会館 - 医師会館前 - シーホークホテル - 国立医療センター - ヤフードーム前 - （西公園）都市高速（呉服町） - 呉服町 - 博多駅交通センター

呉服町ランプ経由のため、天神は経由しない。博多駅 - ヤフードーム・福岡タワーはこのバスが便利。ただし、ヤフードームでイベントがある時は周辺道路の混雑で大幅に遅延する。壱岐、百道浜、博多、宇美営業所と共同運行である。
- ■□ 302（博多駅行きは那の津口から5番として運行）
  - 福岡タワー南口TNC放送会館→医師会館前→（百道）都市高速（天神北）→天神→渡辺通一丁目→博多駅

百道ランプ経由。ヤフードームは経由しない。天神 - 福岡タワー地区の最速系統。百道浜、博多営業所と共同運行である(312番も同じ。愛宕浜営業所は福岡タワー発の運行はない)。この路線は平日夕方以降と土曜昼以降に福岡タワー発博多駅行きのみ運転される。
- ■□ 312
  - 藤崎←福岡タワー南口TNC放送会館 - 医師会館前 - （百道）都市高速（呉服町） - 呉服町 - 博多駅交通センター

百道ランプ・呉服町ランプ経由。天神・ヤフードームは経由しない。博多駅 - 福岡タワー地区の最速系統。博多駅行き（福岡タワー発）は平日夕方以降、藤崎行きは平日朝の1本のみ運行。
- ■ 直行
  - 博多駅→渡辺通一丁目→天神→（天神北）都市高速（百道）→医師会館前→福岡タワー南口TNC放送会館→藤崎

平日朝に藤崎行きのみ運行。表記は直行だが、全ての停留所に停車する。壱岐、百道浜、博多営業所と共同運行である。
- ■ 直行
  - 博多駅交通センター→（呉服町）都市高速（百道）→医師会館前→福岡タワー南口TNC放送会館→藤崎

平日朝に藤崎行きのみ運行。博多駅 - 医師会館前間ノンストップ。金武、百道浜、博多営業所と共同運行である。
- □　15
  - 博多駅交通センター - 祇園町 - 福高前 - 千代町 - 千鳥橋 - 馬出三丁目 - 東浜 - ゆめタウン博多

2008年3月15日ダイヤ改正より千代持ちの15番が復活した。主にシーサイドタワー線の出入として運転される。千代の15番は平日朝1往復のゆめタウン博多発着便を除いて千鳥橋発着便で運行されている（ただ千鳥橋発着便でも早朝は吉塚担当便がある）。それ以外は吉塚営業所が運行。博多駅 - 福岡タワー南口間の運行はない。

### 博多駅 - 西新線
- □ 6
  - 西新パレス前 - 鳥飼 - 城南区役所北口 - 六本松 - 警固町 - 天神 - キャナルシティ博多前 - （駅前三丁目→／←TVQ前） - 博多駅

博多駅 - 西新パレス前間を国体道路、六本松、鳥飼経由で結ぶ路線。元々は循環路線だった(西新 - 博多駅間は今の1、3番と同じルート)が、2007年3月26日改正からルート変更を行い、西新行きは博多駅交通センター出発から博多駅前A出発になったため、博多駅付近では都心方面、郊外方面で経路が異なる。西新パレス前行きは駅前四丁目には停車しない。2007年3月のダイヤ改正までは中型スロープ付バスでのみの運行だったが、それ以降は大型車、並びにスロープなしツーステップ車両での運行が主体となった。2010年3月27日のダイヤ改正で百道浜営業所と共同運行となる。
- □ 6-1
  - 福岡タワー南口TNC放送会館 - 医師会館前 - 国立医療センター - 地行 - 今川西町公園前 - 鳥飼 - 大濠公園南 - 警固町 - 天神 - キャナルシティ博多前 - （駅前三丁目→／←TVQ前） - 博多駅

博多駅 - 福岡タワー南口間を国体道路、大濠公園南、鳥飼経由で結ぶ路線。2008年3月15日に新設された路線で、主に福岡市内の観光地を多く経由する。6番と同様、上りと下りの博多駅 - キャナルシティ博多前間ではルートが異なる。福岡タワー南口行きは駅前四丁目には停車しない。2010年3月27日のダイヤ改正で百道浜営業所と共同運行（それ以前にも平日朝1本のみ担当していた便があった）となったが、それ以前は金武営業所との共管だった。

### 都心循環線
- ■ 100円循環（内回り）
  - (18)博多駅交通センター（3番のりば）→(17)駅前一丁目→(16)祇園町→(15)奥の堂→(14)呉服町→(13)土居町→(12)川端町・博多座前→(11)東中洲→(10)市役所北口→(9)天神コア前→(8)天神大丸前→(7)天神一丁目→(6)春吉→(5)南新地→(4)キャナルシティ博多前→(3)TVQ前→(2)駅前四丁目→(1)博多駅シティ銀行前

※全停留所記載。番号は停留所番号（2004年11月1日から設定）
土曜・休日のみ担当した。
博多営業所・吉塚営業所・桧原営業所・那珂川営業所・宇美営業所・金武営業所・壱岐営業所・脇山営業所との共同運行だった（廃止時点。ただし金武・壱岐・早良は土曜日・日祝日のみの運行）。

### 福岡空港内連絡バス
- 福岡空港内連絡バス（特定）

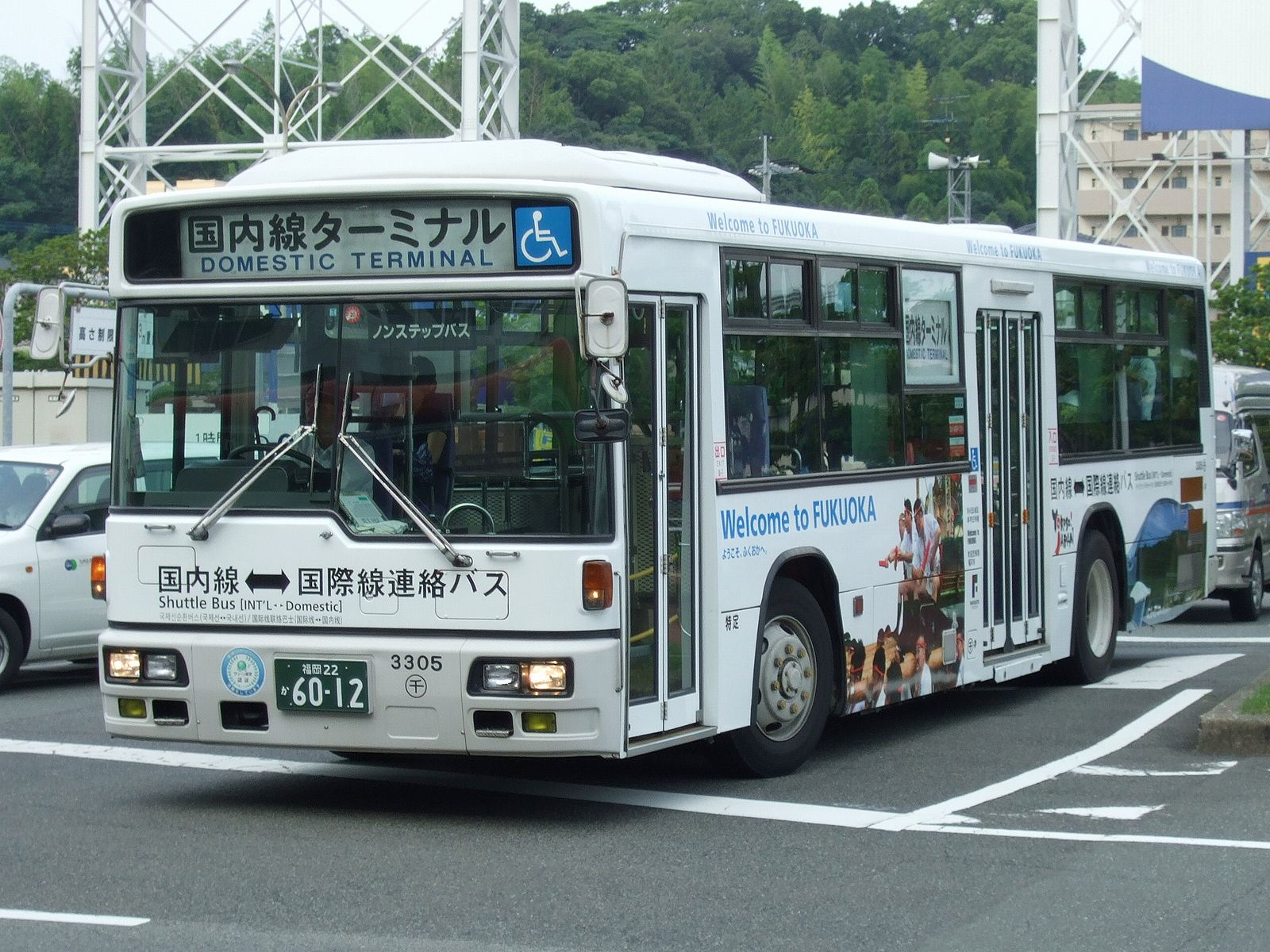
福岡空港内連絡バス

  - 国内線第1・第2ターミナル→国内線第3ターミナル→貨物ターミナル前→国際線ターミナル
  - 国際線ターミナル→貨物ターミナル前→国内線第1・第2ターミナル

1999年5月20日、福岡空港国際線ターミナルビルが空港西側に移転したのに伴い運行開始された。空港北端部を通り、空港東側の国内線各ターミナルと西側の国際線ターミナルを結ぶ。国内線第3ターミナル - 貨物ターミナル間では空港内に設けられた専用道路を通る。
車両は、当路線専用のラッピングが施されたスロープ付大型ワンステップバス、大型ノンステップバスを使用する。
運行間隔は10分 - 15分程度。前後ドアから乗り降り可能。運賃は無料だが、空港利用者、空港見学者、空港施設勤務者以外の利用は出来ない。
営業所統合にともない、西鉄バス二日市宇美支社に移管されたのち宇美営業所を経て現在は竹下営業所が運行している。

### 福岡シティループバス
- 福岡シティループバス「ぐりーん」

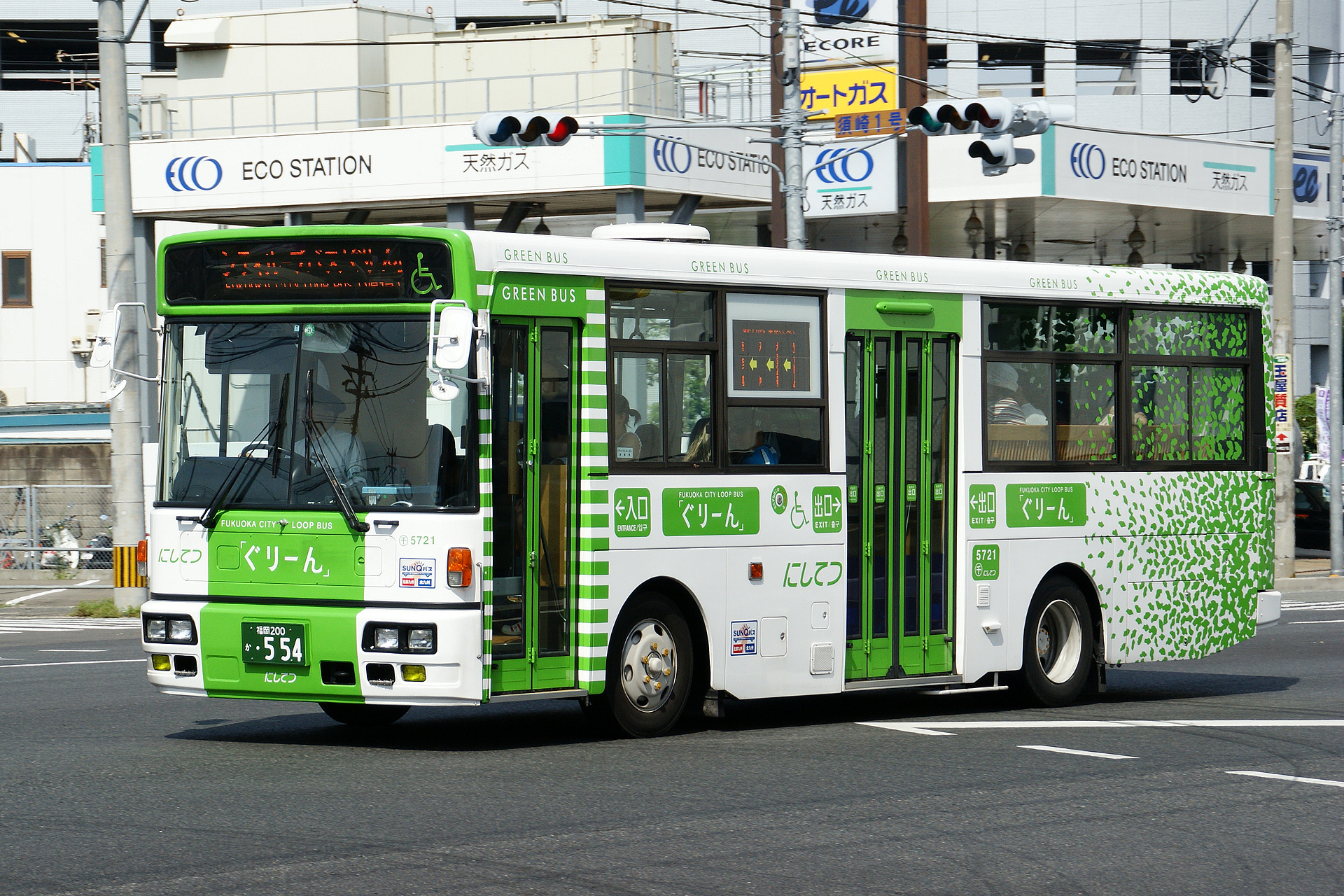
福岡シティループバス「ぐりーん」

  - (1)博多駅交通センター→(2)キャナルシティ博多前→(3)櫛田神社・博多町家ふるさと館前→(4)博多座・福岡アジア美術館→(5)アクロス福岡・赤煉瓦文化館入口→(6)天神・新天町入口→(7)西鉄グランドホテル前→(8)平和台・鴻臚館前→(9)大濠公園前→(10)唐人町→(11)福岡市博物館・防災センター前→(12)福岡タワー・マリゾン南口→(13)シーホークホテル・ヤフードーム入口→(14)ホークスタウン前→(15)西公園下→(16)大濠公園前→(17)福岡城址・福岡市美術館東口→(18)護国神社・NHK放送センター入口→(19)天神・警固神社・三越前→(20)中州大通南口・南新地→(1)博多駅交通センター
  - (1)博多駅交通センター→(2)キャナルシティ博多前→(3)櫛田神社・博多町家ふるさと館前→(4)博多座・福岡アジア美術館→(5)アクロス福岡・赤煉瓦文化館入口→(6)天神・新天町入口→(7)西鉄グランドホテル前→(8)平和台・鴻臚館前→(9)大濠公園前→(10)唐人町→(11)福岡市博物館・防災センター前→(12)福岡タワー・マリゾン南口→(13)シーホークホテル・ヤフードーム入口→(14)ホークスタウン前→(15)西公園下→(N16)長浜ラーメン街・鮮魚会館入口→(N17)天神コア前→(20)中州大通南口・南新地→(1)博多駅交通センター

※全停留所掲載。番号は停留所番号。矢印方向のみ運行
千代の廃止後はいったん博多に移管された後に、全便が百道浜営業所へ移管されたが、2014年9月末で廃止となった。詳細は福岡シティループバス「ぐりーん」を参照のこと。

### 夜行高速バス
夜行高速バスは共同運行会社の車両休憩のみ担当。いずれも西鉄との共同運行路線だが、西鉄の運行担当は博多営業所。
- どんたく号（名古屋 - 北九州・福岡） - 名鉄バス
- ムーンライト号（京都・大阪 - 北九州・福岡） - 阪急観光バス
- ペガサス号（岡山・倉敷 - 北九州・福岡） - 両備バス・下津井電鉄

## 車両
西鉄初となる大型CNG（6914）や大型ノンステップ（3305、3306）など試作要素の多い車両が配置されていた。
- 路線車
  - 大型車は日産ディーゼルと三菱ふそう、日野の配置。全車西工B型。
  - 中型車は日産ディーゼルが配置（福岡シティループバス仕様車以外はロング車のみ）。

## 使用機器
- 運賃表示機、カードリーダー、運賃箱はレシップ製を使用。